# トクタル・アウバキロフ
トクタル・オンガルバイウールィ・アウバキロフ（カザフ語:Тоқтар Оңғарбайұлы Әубәкіров、英語:Toktar Ongarbayuly Aubakirov、1946年7月27日 - ）は、カザフスタン空軍の軍人、宇宙飛行士、政治家である。
飛行技師、航空流体力学技師、工学科学博士（論文テーマ「（人工）衛星の破片と飛行装置に対するその作用：数学的モデル化」、1998年）、コクシェタウ大学教授。

## 初期の人生
アウバキロフは、1946年7月27日にカザフ・ソビエト社会主義共和国カラガンダ州カルカラリンスキー地区「5月1日」コルホーズで生まれた。
1969年、アルマヴィル飛行士高等軍事航空学校を卒業し、ソ連空軍の飛行士、編隊長、航空大隊副大隊長兼航空士を歴任した。1975年に飛行試験学校、1976年にソ連航空産業省、ウラン・ウデ航空工場、1977年にA.ミコヤン名称試験設計局、M.グロモフ名称飛行試験研究所のテストパイロットを務めた。1979年、モスクワ航空大学を卒業。1989年、空母トビリシのスキージャンプから初めてMiG-29Kで離艦した。
1991年、宇宙飛行士に選ばれ、ガガーリン宇宙飛行士訓練センターで一般宇宙訓練課程を修了した。

## 宇宙飛行経験
1991年10月2日、彼はロシアのアレクサンドル・ヴォルコフ、オーストリアのフランツ・フィーベックとともにソユーズTM-13でバイコヌール宇宙基地から打ち上げられて8日間を宇宙で過ごした。彼はソビエト連邦の宇宙飛行士の資格を持たずに宇宙へ行った初めてのソビエト連邦市民となった。商用宇宙飛行の予約が何件か詰まっていたが、カザフスタンとロシアの間でのバイコヌール宇宙基地レンタルの合意が優先されて、彼の飛行が急がれたためである。

## 経歴
1992年3月、カザフスタン国家防衛委員会第一副議長、同年8月、国防第一次官。
1993年1月に、彼は科学・新技術次官兼宇宙研究局長となり、同年2月、カザフスタン国立宇宙機関の最高責任者となった。
1994年4月、最高会議国防・国家安全保障委員会委員長。1996年4月、大統領補佐官。1997年4月、大統領顧問。2000年4月、カザフスタン共和国安全保障会議副書記。
第12期と第13期のカザフスタン議会の議員も務め、現在はコンサルタントとして働いている。2004年10月13日、タルガト・スユバイにより「カザフ最初の宇宙飛行士トクタル・アウバキロフ」が出版された。

### 家族
トクタル・アウバキロフはタチアナ・マリシェバと結婚しており、2人の子供ティムル（1977年生）とミハイル（1982年生）がいる。

## 受章
- ソ連邦英雄（1988年）
- レーニン勲章（1988年）
- 十月革命勲章（1991年）
- 名誉記章勲章
- 金十字章（1993年、オーストリア）

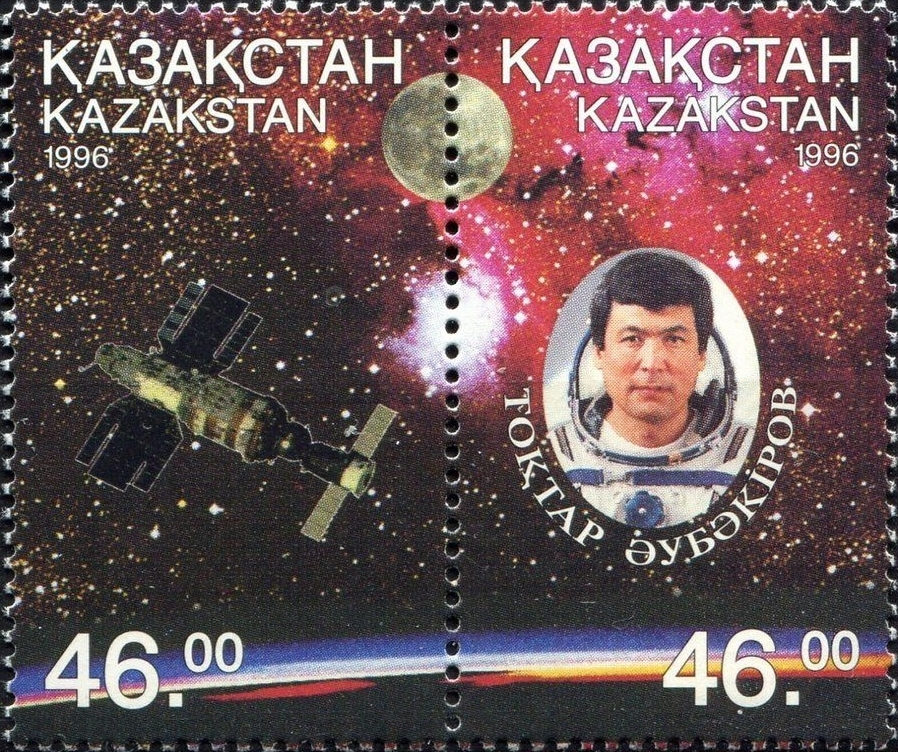
カザフスタンの切手

- ハルィク・カハルマヌィ（人民英雄）（1995年）

その外、ソ連功労テストパイロット、ソ連とカザフスタンの宇宙飛行士、カザフスタンの功労スポーツ・マスターの称号を有する。コクシェタウ市名誉市民。